# Suksdorfia
Suksdorfia es un género con tres especies de plantas de flores de la familia Saxifragaceae. 

## Taxonomía
El género fue descrito por Asa Gray y publicado en Proceedings of the American Academy of Arts and Sciences 15(1): 41–42. 1879. La especie tipo es: Suksdorfia violaceae
Etimología
Suksdorfia: nombre genérico otorgado en honor del botánico Wilhelm Nikolaus Suksdorf (1850-1932).

## Especies
- Suksdorfia alchemilloides
- Suksdorfia ranunculifolia
- Suksdorfia violaceae